# Чемпионат Африки по волейболу среди мужчин 1976
3-й чемпионат Африки по волейболу среди мужчин прошёл в 1976 году в Тунисе (Тунис) с участием 7 национальных сборных команд. Чемпионский титул впервые в своей истории выиграла сборная Египта.
В финале Египет победил Тунис 3:1 (14:16, 15:5, 15:3, 15:9).

## Команды-участницы
Берег Слоновой Кости, Египет, Конго, Мадагаскар, Марокко, Сенегал, Тунис, Тунис «B».

## Итоги

### Положение команд
| Египет                  |
| Тунис                   |
| Марокко                 |
| 4. Сенегал              |
| 5. Мадагаскар           |
| 6. Берег Слоновой Кости |
| 7. Тунис «B»            |
| 7. Конго                |